# Lukula (rivière du Bandundu)
Pour les articles homonymes, voir Lukula.
La rivière Lukula est un cours d’eau de la province du Bandundu et un affluent de l’Inzia, donc un sous-affluent du Congo par le Kasaï. 

## Géographie
Elle coule principalement du sud vers le nord, traverse les territoires de Feshi, de Masi-Manimba et se jette dans la rivière Inzia au sud du territoire de Bagata.